# Bacillus cereus
Bacillus cereus (лат.) — вид грамположительных, спорообразующих почвенных бактерий. Вызывает токсикоинфекции у человека.

## Биологические свойства
Хемоорганогетеротроф, факультативный анаэроб, способен к нитратредукции. Растёт на простых питательных средах, на плотных питательных средах образует плоские, мелкобугристые, слегка вогнутые, матовые колонии. Край волнистый. Клетки крупные 1 × 3—4 мкм, эндоспоры расположены центрально, не превышают размер клетки. Жгутики расположены перитрихиально.

## Применение
Bacillus cereus обладает высоким потенциалом для биоремедиации углеводородных загрязнений в тропических морских водах.

## Патогенность
Бактерии, широко распространённые в почве,  большей частью непатогенные, хотя могут вызывать пищевое отравление.
Инкубационный период 1-12 часов. Ассоциирован с употреблением гамбургеров, сырого и жареного риса.  Вызывает пищевые токсикоинфекции у человека (включая рвотный и диарейный синдром), продуцирует энтеротоксины. Диарейный синдром (подобный токсикоинфекции, вызываемой Clostridium perfringens) вызывается высокомолекулярным пептидным токсином, тогда как рвотный синдром (подобный Staphylococcus aureus — ассоциированной токсикоинфекции) вызывается низкомолекулярным термостабильным токсином. Отмечены случаи развития менингоэнцефалита у недоношенных младенцев. 

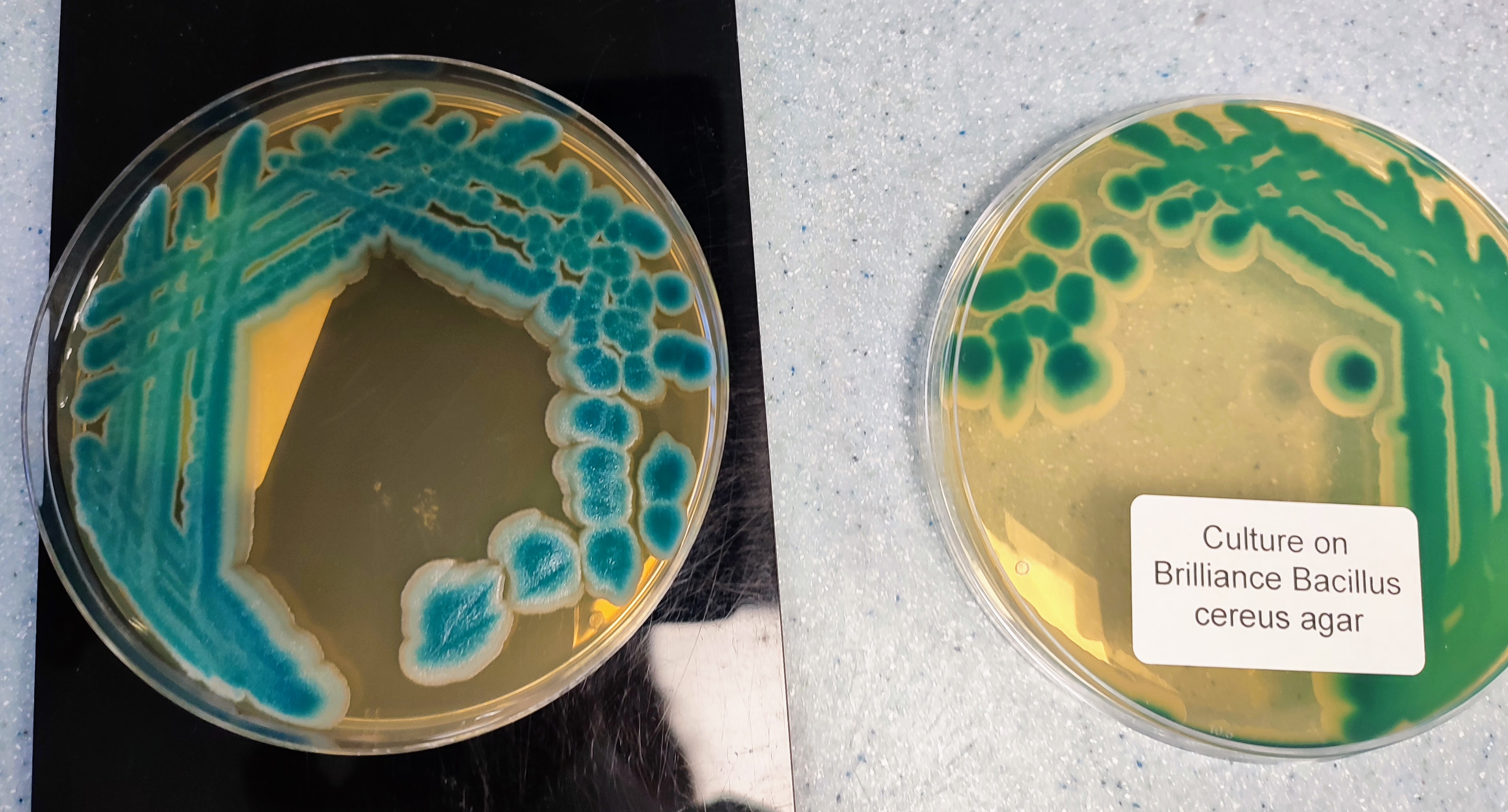
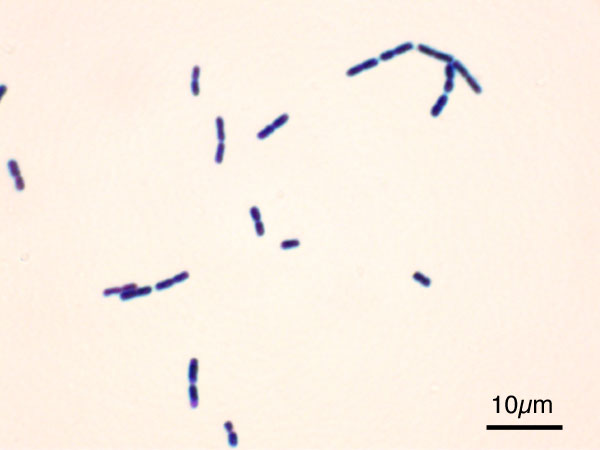
Клетки Bacillus cereus, окрашенные по методу Грама
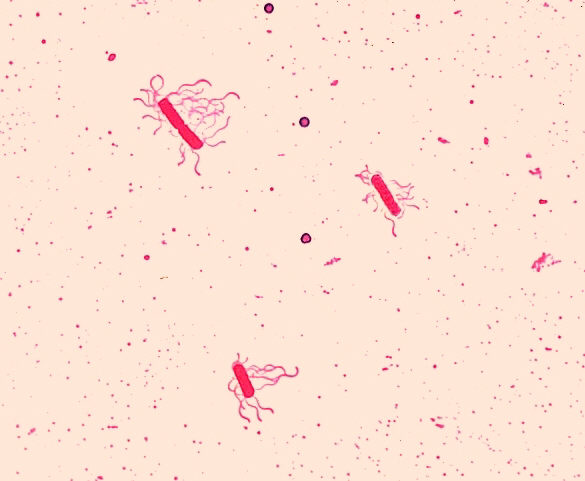
Клетки B. cereus, окраска жгутиков по Лейфсону